# دالان واخان

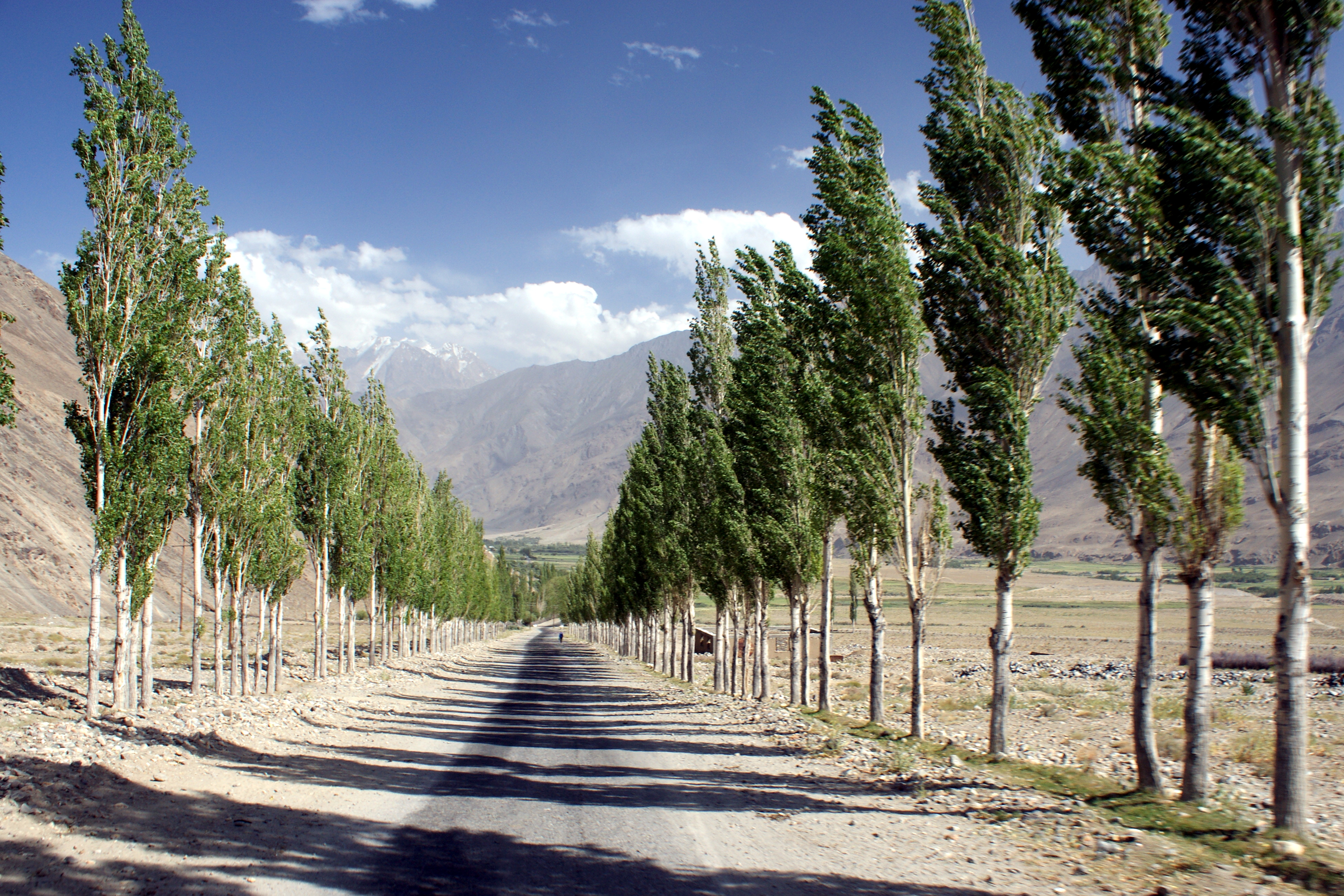
نمایی از اشکاشم واقع در دالان واخان.

دالان واخان (انگلیسی: Wakhan Corridor) باریکه ای در شرق افغانستان است که از شرق به چین، شمال به تاجیکستان و جنوب به پاکستان محدود می‌شود. کوهستان پامیر در شمال و کوهستان قراقروم در جنوب آن قرار دارد. طول دالان واخان حدود ۳۵۰ کیلومتر است و عرض آن از حداقل ۸ تا حداکثر ۴۰ کیلومتر تغییر می‌کند. دالان واخان، یکی از سرچشمه های آمودریا(بزرگترین رود در آسیا مرکزی) می باشد.دهلیز واخان در ولسوالی واخان واقع شده‌است و در قرن ۱۹ میلادی توسط «بازی بزرگ» به‌عنوان یک منطقهٔ حائل میان دو امپراتوری روسیه و راج بریتانیا ایجاد شد تا دو امپراتوری با یکدیگر هم‌مرز نباشند و از جنگ جلوگیری شود

## تاریخچه
با وجود آنکه این مسیر بسیار ناهموار است، با این همه از این کریدور در طول تاریخ به عنوان یک مسیر تجاری میان بدخشان و یارکند استفاده می‌شده است. چنین به نظر می‌رسد که مارکوپولو سیاح اروپایی مشهور هم از این مسیر گذر کرده است. کشیش پرتغالی بنتو دو گوز میان سال‌های ۱۶۰۲ تا ۱۶۰۶ نیز از طریق دالان واخان به چین سفر کرده است. دالان واخان برای بیش از یک قرن و به منظور اجرای تردد منظم بسته شده است. در دسامبر سال ۲۰۰۹ گزارش شد که ایالات متحده از چین خواسته است تا دالان واخان را باز نماید.